# Список депутатов Верховного Совета БАССР 10-го созыва
Депутаты Верховного Совета БАССР десятого созыва (280 депутатов)
Верховный Совет Башкирской АССР был образован согласно Конституции БАССР 1937 года. Верховный Совет Башкирской АССР является высшим органом государственной власти в Башкирской АССР, правомочным решать все вопросы, отнесенные Конституцией СССР, Конституцией РСФСР и Конституцией Башкирской АССР к ведению Башкирской АССР. Деятельность Верховного Совета Башкирской АССР основывается на коллективном, свободном, деловом обсуждении и решении вопросов, гласности, регулярной отчетности перед Верховным Советом Башкирской АССР создаваемых им органов, широком привлечении граждан к управлению государственными и общественными делами, постоянном учете общественного мнения.
Осуществление Верховным Советом Башкирской АССР своих полномочий строится на основе активного участия в его работе каждого депутата Верховного Совета Башкирской АССР. Депутат осуществляет свои полномочия, не порывая с производственной или служебной деятельностью.
До 1970-х годов Верховный Совет Башкирской АССР размещался по адресу: БАССР, г. Уфа, ул. Пушкина, д. 106.
Список депутатов Верховного Совета БАССР десятого созыва:
- Мирзагитов, Асхат Масгутович, Председатель Верховного Совета БАССР, Рсаевский избирательный округ № 211, Илишевский район
- Чуклина, Вера Николаевна, заместитель Председателя Верховного Совета БАССР, Привокзальный избирательный округ № 67, Советский район, г. Уфа
- Ялалетдинов, Раис Мингажевич, заместитель Председателя Верховного Совета БАССР, Сибайский избирательный округ № 158, Баймакский район
- Абдуллина, Альфия Надельшевна, Южный избирательный округ № 115, г. Салават
- Абдуллина, Диляра Имамутдиновна, Бик-Кармалинский избирательный округ № 191, Давлекановский район
- Абдулов, Марсель Хабибович, Николаевский избирательный округ № 254, Туймазинский район
- Абузаров, Хисмат Нигаметьянович, Орджоникидзевский избирательный округ № 56, Орджоникидзевский район, г. Уфа
- Аглиуллина, Роза Нуриахметовна, Приютовский избирательный округ № 73, г. Белебей
- Азнабаев, Ахмер Мухаметдинович, Харьковский избирательный округ № 69, Советский район, г. Уфа
- Акназаров, Зекерия Шарафутдинович, Бедеево-Полянский избирательный округ № 178, Благовещенский район
- Аксакова, Нина Александровна, Ишлинский избирательный округ № 153, Аургазинский район
- Александрова, Елизавета Александровна, Новонагаевский избирательный округ № 226, Краснокамский район
- Алексеева, Татьяна Михайловна, Туймазинский городской избирательный округ № 135, г. Туймазы
- Алимбаева, Найля Галимзяновна, Пролетарский избирательный округ № 45, Октябрьский район, г. Уфа
- Аллаяров, Рауф Фазыльянович, Бурзянский избирательный округ № 186, Бурзянский район
- Аминев, Ахмет Гатаевич, Улу-Телякский избирательный округ № 208, Иглинский район
- Антипов, Владимир Константинович, Первомайский избирательный округ № 22, Кировский район, г. Уфа
- Араслангулов, Барий Кинзябулатович, Араслановский избирательный округ № 247, Стерлибашевский район
- Афанасьев, Александр Иванович, Шакшинский избирательный округ № 260, Уфимский район
- Ахатов, Габит Загитович, Промысловый избирательный округ № 85, г. Ишимбай
- Ахмедьянова, Гульсум Гарифовна, Архитектурный избирательный округ № 5, Калининский район, г. Уфа
- Ахметов, Анас Фазылянович, Бижбулякский избирательный округ № 172, Бижбулякский район
- Ахметьянова, Фаима Идиятовна, Кудеевский избирательный округ № 207, Иглинский район
- Ахунзянов, Тагир Исмагилович, Новобалтачевский избирательный округ № 268, Чекмагушевский район
- Бабушкин, Григорий Иванович, Белорецкий избирательный округ № 169, Белорецкий район
- Бабяшкина, Людмила Сергеевна, Лесопарковый избирательный округ № 42, Октябрьский район, г. Уфа
- Базуева, Клавдия Федоровна, Калинниковский избирательный округ № 174, Бирский район
- Байтурина, Вазифа Хамитовна, Матросовский избирательный округ № 13, Калининский район, г. Уфа
- Бакиев, Мухамет Габидуллович, Бурлинский избирательный округ № 187, Гафурийский район
- Бакиров, Урал Насырович, Домостроительный избирательный округ № 30, Ленинский район, г. Уфа
- Бакирова, Амина Гайфулловна, Октябрьский избирательный округ № 44, Октябрьский район, г. Уфа
- Барбазюк Павел Григорьевич, Аксеновский избирательный округ № 146, Альшеевский район
- Барсуков, Анатолий Иванович, Абзановский избирательный округ № 201, Зианчуринский район
- Бартенева, Валентина Анатольевна, Молодёжный избирательный округ № 109, г. Салават
- Бахтизин, Наиль Тагирович, Кушнаренковский избирательный округ № 232, Кушнаренковский район
- Бачурин, Дмитрий Григорьевич, Шаранский избирательный округ № 276, Шаранский район
- Башаров, Фидаи Шарифьянович, Кузеевский избирательный округ № 182, Буздякский район
- Баязитов, Нуритдин Мухитдинович, Красноключевский избирательный округ № 243, Нуримановский район
- Безруков, Виктор Николаевич, Верхнеавзянский избирательный округ № 170, Белокатайский район
- Бейгул Лидия Ивановна, Комсомольский избирательный округ № 38, Октябрьский район, г. Уфа
- Белалов, Муса Гайсинович, Давлекановский избирательный округ № 192, Давлекановский район
- Богданов, Вазит Султанович, Новотроицкий избирательный округ № 272, Чишминский район
- Бойко, Александр Алексеевич, Серафимовский избирательный округ № 137, г. Туймазы
- Бородин, Евгений Матвеевич, Дзержинский избирательный округ № 88, г. Кумертау
- Булгаков, Марат Сахипович, Северный избирательный округ № 17, Калининский район, г. Уфа
- Бурма Александр Иванович, Автозаводской избирательный округ № 100, г. Октябрьский
- Бускунов, Зуфар Рамазанович, Юлдыбаевский избирательный округ № 204, Зилаирский район
- Ваганова, Валентина Семеновна, Стерлинский избирательный округ № 130, г. Стерлитамак
- Валеев, Газинур Анварович, Нахимовский избирательный округ № 127, г. Стерлитамак
- Валеева, Римма Рамилевна, Заводской избирательный округ № 37, Октябрьский район, г. Уфа
- Валиев, Ханиф Фаизович, Асяновский избирательный округ № 196, Дюртюлинский район
- Валишин, Шариф Ахметович, Тайрукский избирательный округ № 86, г. Ишимбай
- Васильева, Лидия Ивановна, Майский избирательный округ № 84, г. Ишимбай
- Вахитов, Шакир Казыханович, Фурмановский избирательный округ № 19, Калининский район, г. Уфа
- Вахитов, Шавали Мухаметович, Таймасовский избирательный округ № 231, Кумертауский район
- Веревочникова, Анастасия Сергеевна, Ждановский избирательный округ № 7, Калининский район, г. Уфа
- Волик Иван Фомич, Бузовьязовский избирательный округ № 219, Кармаскалинский район
- Воюшин, Владимир Леонидович, Зильдяровский избирательный округ № 241, Миякинский район
- Габбасов, Физанур Адибович, Айбулякский избирательный округ № 277, Янаульский район
- Гаерфанова, Василя Афтаховна, Шингак-Кульский избирательный округ № 274, Чишминский район
- Газнанов, Минияр Бахтиевич, Михайловский избирательный округ № 126, г. Стерлитамак
- Гайнуллина, Соенбика Гиззатуллиновна, Суккуловский избирательный округ № 198, Дюртюлинский район
- Гайсин, Шайхутдин Мусинович, Миякинский избирательный округ № 242, Миякинский район
- Галеев, Ахтям Шакирович, Усеньский избирательный округ № 138, г. Туймазы
- Галиуллин, Мидхат Гайнуллович, Зилаирский избирательный округ № 203, Зилаирский район
- Галиуллин, Ким Нигмаевич, Краснохолмский избирательный округ № 215, Калтасинский район
- Галлямова, Минзара Мидхатовна, Оренбургский избирательный округ № 66, Советский район, г. Уфа
- Гамилов, Надим Гатич, Татышлинский избирательный округ № 253, Татышлинский район
- Гарданов, Рифгат Тимирбаевич, Языковский избирательный округ № 177, Благоварский район
- Гареев, Ришат Абдуллович, Пушкинский избирательный округ № 23, Кировский район, г. Уфа
- Гареева, Гальсия Гильмеевна, Пионерский избирательный округ № 15, Калининский район, г. Уфа
- Гаянов, Радик Магданович, Редькинский избирательный округ № 227, Краснокамский район
- Гермаш Владимир Михайлович, Заводской избирательный округ № 93, г. Мелеуз
- Гимаев, Рагиб Насретдинович, Институтский избирательный округ № 52, Орджоникидзевский район, г. Уфа
- Гиниятуллин, Владислав Ахмадуллович, Леузинский избирательный округ № 224, Кигинский район
- Громаков, Владимир Яковлевич, Спортивный избирательный округ № 90, г. Кумертау
- Губайдуллина, Зугра Касимовна, Нефтезаводской избирательный округ № 54, Орджоникидзевский район, г. Уфа
- Гудзь Татьяна Васильевна, Альмухаметовский избирательный округ № 143, Абзелиловский район
- Гулина, Эльвира Александровна, Благовещенский сельский избирательный округ № 180, Благовещенский район
- Гумеров, Арсен Галеевич, Инзерский избирательный округ № 171, Белокатайский район
- Гумиров, Мавлимьян Хасанович, Караидельский избирательный округ № 217, Караидельский район
- Гурентьев, Виктор Васильевич, Белокатайский избирательный округ № 167, Белокатайский район
- Давлетбаев, Далгат Шагимарданович, Коммунистический избирательный округ № 122, г. Стерлитамак
- Давлетшин, Фарид Канзелмагарифович, Чекмагушевский избирательный округ № 270, Чекмагушевский район
- Давлетшина, Талиба Изаховна, Поляковский избирательный округ № 262, Учалинский район
- Даутов, Вилляр Юмагулович, Прибельский избирательный округ № 222, Кармаскалинский район
- Дашкин, Ремель Миргазианович, Кандринский избирательный округ № 136, г. Туймазы
- Деев, Геннадий Аркадьевич, Шафиевский избирательный округ № 51, Октябрьский район, г. Уфа
- Десяткина, Наталья Павловна, Молодёжный избирательный округ № 64, Советский район, г. Уфа
- Евбатыров, Равгат Тухватович, Метевбашевский избирательный округ № 166, Белебеевский район
- Еникеева, Люция Хазиевна, Кремлёвский избирательный округ № 12, Калининский район, г. Уфа
- Ершова, Ефросинья Ефимовна, Акмурунский избирательный округ № 156, Баймакский район
- Жаралова, Любовь Николаевна, Вишерский избирательный округ № 35, Октябрьский район, г. Уфа
- Жданов, Гаяз Фарвазетдинович, Тирлянский избирательный округ № 80, г. Белорецк
- Зайнетдинов, Юнер Зуферович, Черноморский избирательный округ № 132, г. Стерлитамак
- Залавин, Анатолий Михайлович, Белореченский избирательный округ № 75, г. Белорецк
- Зарипов, Анур Хужагалеевич, Юбилейный избирательный округ № 133, г. Стерлитамак
- Зарипова, Гульзада Миргалимовна, Ленинский избирательный округ № 102, г. Октябрьский
- Зарипова, Фарида Нурулловна, Петровский избирательный округ № 213, Ишимбайский район
- Зиганшин, Сабир Шаяхметович, Чишминский избирательный округ № 273, Чишминский район
- Ибрагимова, Фаузия Давлетшиевна, Шахтёрский избирательный округ № 91, г. Кумертау
- Ибрагимова, Зиля Сибагатовна, Пионерский избирательный округ № 129, г. Стерлитамак
- Иванова, Александра Михайловна, Александро-Невский избирательный округ № 4, Калининский район, г. Уфа
- Иванова, Ксения Кузьминична, Кош-Елгинский избирательный округ № 173, Бижбулякский район
- Идрисова, Ляля Хазиевна, Бельский избирательный округ № 34, Октябрьский район, г. Уфа
- Измайлова, Валентина Дмитриевна, Краснознаменский избирательный округ № 123, г. Стерлитамак
- Иликбаев, Борис Валикаевич, Нижнекарышевский избирательный округ № 164, Балтачевский район
- Имамов, Раис Имамович, Баймакский избирательный округ № 157, Баймакский район
- Исламова, Венера Шайнуровна, Фабричный избирательный округ № 50, Октябрьский район, г. Уфа
- Исламова, Фархана Загировна, Мишкинский избирательный округ № 238, Мишкинский район
- Исланов, Явгат Хазиахметович, Ермекеевский избирательный округ № 199, Ермекеевский район
- Исмагилов, Абдулла Гиниятович, Восточный избирательный округ № 119, г. Стерлитамак
- Исмагилов, Загир Гарипович, Дюртюлинский избирательный округ № 197, Дюртюлинский район
- Ишмуратов, Миннираис Минигалиевич, Казадаевский избирательный округ № 250, Стерлитамакский район
- Ишмухаметов, Исмагил Баймухаметович, Бакалинский избирательный округ № 160, Бакалинский район
- Ишмухаметова, Василя Хусаиновна, Володарский избирательный округ № 61, Советский район, г. Уфа
- Кадиков, Закий Нуриханович, Большеустьикинский избирательный округ № 236, Мечетлинский район
- Калашников, Евгений Филиппович, Валентиновский избирательный округ № 150, Архангельский район
- Калимуллин, Табрис Саянович, Трунтаишевский избирательный округ № 148, Альшеевский район
- Камалов, Минигалим Хазигалиевич, Красноусольский избирательный округ № 188, Гафурийский район
- Каменев, Николай Петрович, Российский избирательный округ № 79, г. Белорецк
- Каравайцева, Валентина Дементьевна, Ломоносовский избирательный округ № 89, г. Кумертау
- Каримова, Зайтуна Файзрахмановна, Кармаскалинский избирательный округ № 221, Кармаскалинский район
- Карцев, Евгений Васильевич, Нефтекамский избирательный округ № 96, г. Нефтекамск
- Каткова, Тамара Ларионовна, Белебеевский избирательный округ № 71, г. Белебей
- Клинов, Иван Елизарович, Нефтепромысловый избирательный округ № 104, г. Октябрьский
- Коликова, Татьяна Васильевна, Кальтовский избирательный округ № 206, Иглинский район
- Коршунова, Зоя Павловна, Булгаковский избирательный округ № 257, Уфимский район
- Кострикин, Николай Алексеевич, Зирганский избирательный округ № 235, Мелеузовский район
- Кувардина, Вера Михайловна, Радищевский избирательный округ № 24, Кировский район, г. Уфа
- Кудакаева, Дарсима Галимхановна, Старо-Уфимский избирательный округ № 26, Кировский район, г. Уфа
- Кудрявцева, Любовь Ивановна, Парковый избирательный округ № 98, г. Нефтекамск
- Кузеев, Раиль Гумерович, Фрунзенский избирательный округ № 28, Кировский район, г. Уфа
- Кузнецов, Анатолий Васильевич, Коммунаровский избирательный округ № 10, Калининский район, г. Уфа
- Кузьмина, Лидия Петровна, Димитровский избирательный округ № 6, Калининский район, г. Уфа
- Куклев, Леонид Парфирьевич, Институтский избирательный округ № 108, г. Салават
- Куликов, Евгений Васильевич, Щербаковский избирательный округ № 59, Орджоникидзевский район, г. Уфа
- Купцова, Надежда Павловна, Тукаевский избирательный округ № 27, Кировский район, г. Уфа
- Куракин, Александр Петрович, Мраковский избирательный округ № 228, Кугарчинский район
- Кутушев, Наиль Муллаянович, Аксаковский избирательный округ № 70, г. Белебей
- Латыпов, Марат Ильясович, Строительный избирательный округ № 113, г. Салават
- Латыпова, Аниса Галлямовна, Старотуймазинский избирательный округ № 256, Туймазинский район
- Леднев, Александр Михайлович, Затонский избирательный округ № 31, Ленинский район, г. Уфа
- Лобанов, Борис Иванович, Бурибаевский избирательный округ № 267, Хайбуллинский район
- Локотченко, Анатолий Павлович, Михайловский избирательный округ № 258, Уфимский район
- Лосев, Михаил Николаевич, Российский избирательный округ № 46, Октябрьский район, г. Уфа
- Ляпустина, Лилия Николаевна, Школьный избирательный округ № 83, г. Бирск
- Махмутдинова, Галия Шамситдиновна, Хмельницкий избирательный округ № 81, г. Белорецк
- Машкин, Федор Иванович, Услинский избирательный округ № 251, Стерлитамакский район
- Медведева, Валентина Петровна, Суворовский избирательный округ № 18, Калининский район, г. Уфа
- Мироненко, Иван Кондратьевич, Магинский избирательный округ № 218, Караидельский район
- Мишакова, Елена Михайловна, Янгискаинский избирательный округ № 189, Гафурийский район
- Мищенко, Вадим Григорьевич, Социалистический избирательный округ № 141, г. Учалы
- Морозова, Любовь Николаевна, Бельский избирательный округ № 106, г. Салават
- Муллагалямов, Марат Сабитович, Революционный избирательный округ № 82, г. Бирск
- Мулюков, Галикарам Мухарамович, Сакмарский избирательный округ № 118, г. Сибай
- Муратшин, Анвар Нурмухаметович, Чкаловский избирательный округ № 87, г. Ишимбай
- Мусин, Разил Ситдикович, Ангасякский избирательный округ № 195, Дюртюлинский район
- Мустафина, Мавзиля Альтафовна, Железнодорожный избирательный округ № 62, Советский район, г. Уфа
- Мутугуллин, Хамит Ханифович, Мустафинский избирательный округ № 161, Бакалинский район
- Мухамадеева, Гульсина Агзамовна, Малиновский избирательный округ № 165, Белебеевский район
- Мухаметдинов, Радил Кияметдинович, Салаватский избирательный округ № 246, Салаватский район
- Мухаярова, Флюра Мифтаховна, Аскинский избирательный округ № 151, Аскинский район
- Набиуллина, Люция Рухелбаяновна, Ямадинский избирательный округ № 279, Янаульский район
- Насретдинова, Мария Никифоровна, Спортивный избирательный округ № 48, Октябрьский район, г. Уфа
- Низамиева, Зулейра Тахаувна, Старокандринский избирательный округ № 255, Туймазинский район
- Низамов, Фавазит Закирович, Нежинский избирательный округ № 53, Орджоникидзевский район, г. Уфа
- Никитин, Геннадий Михайлович, Автозаводской избирательный округ № 95, г. Нефтекамск
- Николаев, Генрих Исаевич, Волгоградский избирательный округ № 72, г. Белебей
- Николаев, Владимир Иргибаевич, Калтасинский избирательный округ № 214, Калтасинский район
- Нуркаев, Талип Латыпович, Девонский избирательный округ № 101, г. Октябрьский
- Нухов, Фарид Аюпович, Калининский избирательный округ № 9, Калининский район, г. Уфа
- Осьмухин, Георгий Михайлович, Тубинский избирательный округ № 159, Баймакский район
- Палатников, Александр Самойлович, Ермолаевский избирательный округ № 230, Кумертауский район
- Паршутин, Николай Дмитриевич, Урмиязовский избирательный округ № 152, Аскинский район
- Пастушенко, Валерий Михайлович, Батырский избирательный округ № 20, Кировский район, г. Уфа
- Петрунин, Николай Сергеевич, Железнодорожный избирательный округ № 120, г. Стерлитамак
- Пономарев, Анатолий Петрович, Юмагузинский избирательный округ № 229, Кугарчинский район
- Попова, Раиса Георгиевна, Садовый избирательный округ № 111, г. Салават
- Попова, Людмила Николаевна, Николаевский избирательный округ № 259, Уфимский район
- Прохоров, Виктор Ефимович, Аслыкульский избирательный округ № 190, Давлекановский район
- Прохоров, Владимир Васильевич, Дёмский избирательный округ № 1, Дёмский район, г. Уфа
- Радин, Вячеслав Васильевич, Курчатовский избирательный округ № 124, г. Стерлитамак
- Рахимов, Рифат Имамутдинович, Советский избирательный округ № 25, Кировский район, г. Уфа
- Рахматуллин, Ахсан Хасанович, Байкибашевский избирательный округ № 216, Караидельский район
- Рыленко, Владимир Данилович, Новостроевский избирательный округ № 110, г. Салават
- Рябова, Ольга Михайловна, Ульяновский избирательный округ № 58, Орджоникидзевский район, г. Уфа
- Рязанов, Федор Иосифович, Месягутовский избирательный округ № 194, Дуванский район
- Сабанчина, Роза Закиевна, Кировский избирательный округ № 21, Кировский район, г. Уфа
- Сабирзянов, Анас Галимзянович, Энергетический избирательный округ № 99, г. Нефтекамск
- Сабитов, Габит Валитович, Новостроевский избирательный округ № 43, Октябрьский район, г. Уфа
- Сабитов, Маргам Карамович, Турсагалинский избирательный округ № 155, Аургазинский район
- Садретдинов, Абрар Масалимович, Раевский избирательный округ № 147, Альшеевский район
- Сайфуллин, Равиль Шакирович, Айский избирательный округ № 60, Советский район, г. Уфа
- Сайфуллина, Вазиля Ямгутдиновна, Буздякский избирательный округ № 181, Буздякский район
- Салямов, Яфар Абдуллович, Байрамгуловский избирательный округ № 261, Учалинский район
- Самардакова, Любовь Сергеевна, Новаторский избирательный округ № 128, г. Стерлитамак
- Саранов, Борис Петрович, Новороссийский избирательный округ № 2, Дёмский район, г. Уфа
- Сафаргалиева, Ануза Нагимовна, Тановский избирательный округ № 176, Благоварский район
- Сафина, Асия Шарифовна, Кубанский избирательный округ № 39, Октябрьский район, г. Уфа
- Сафонова, Нина Степановна, Нурский избирательный округ № 78, г. Белорецк
- Селезнев, Альберт Иванович, Строительный избирательный округ № 57, Орджоникидзевский район, г. Уфа
- Семенова, Алевтина Николаевна, Ново-Александровский избирательный округ № 55, Орджоникидзевский район, г. Уфа
- Сергеев, Петр Михайлович, Старобазановский избирательный округ № 175, Бирский район
- Сибирцев, Федор Григорьевич, Западный избирательный округ № 121, г. Стерлитамак
- Ситдиков, Фаниль Ситдикович, Андреевский избирательный округ № 209, Илишевский район
- Смердов, Иван Афанасьевич, Комсомольский избирательный округ № 11, Калининский район, г. Уфа
- Соколов, Николай Иванович, Центральный избирательный округ № 114, г. Салават
- Спатар Иван Парфенович, Ухтомский избирательный округ № 3, Дёмский район, г. Уфа
- Стерлядева, Валентина Ивановна, Нефтяной избирательный округ № 97, г. Нефтекамск
- Сулейманов, Шариф Сулейманович, Октябрьский избирательный округ № 105, г. Октябрьский
- Султанов, Файзулла Валеевич, Бураевский избирательный округ № 183, Бураевский район
- Сурин, Вениамин Константинович, Металлургический избирательный округ № 77, г. Белорецк
- Тазиева, Рашида Газнавиевна, Шариповский избирательный округ № 233, Кушнаренковский район
- Таипова, Асия Зуфаровна, Стеклозаводской избирательный округ № 112, г. Салават
- Терентьева, Клавдия Ивановна, Старокуручевский избирательный округ № 162, Бакалинский район
- Тимербулатова, Лиза Калимулловна, Уральский избирательный округ № 131, г. Стерлитамак
- Токарева, Татьяна Николаевна, Салаватский избирательный округ № 47, Октябрьский район, г. Уфа
- Туктамышева, Масура Музтабиевна, Машиностроительный избирательный округ № 14, Калининский район, г. Уфа
- Тухватуллина, Клара Габдрахмановна, Ирандыкский избирательный округ № 116, г. Сибай
- Уразаев, Рамиль Хатимович, Ленинский избирательный округ № 32, Ленинский район, г. Уфа
- Уразбахтин, Нурулла Хабибрахманович, Новоартаульский избирательный округ № 278, Янаульский район
- Устименко, Елизавета Яковлевна, Ашкадарский избирательный округ № 249, Стерлитамакский район
- Фаезова, Сазида Талиповна, Курдымский избирательный округ № 252, Татышлинский район
- Фазылов, Заки Кунаккужевич, Рудничный избирательный округ № 117, г. Сибай
- Фаррахова, Гульфира Миргасимовна, Южный избирательный округ № 139, г. Туймазы
- Фартунина, Тамара Николаевна, Куйбышевский избирательный округ № 76, г. Белорецк
- Фархетдинова, Рауза Маргамовна, Верхнеяркеевский избирательный округ № 210, Илишевский район
- Фархшатов, Нурулла Гатауллович, Стерлибашевский избирательный округ № 248, Стерлибашевский район
- Фатхуллин, Гафурьян Фатхинурович, Балтачевский избирательный округ № 163, Балтачевский район
- Федорова, Любовь Николаевна, Толбазинский избирательный округ № 154, Аургазинский район
- Федотов, Геннадий Петрович, Нарышевский избирательный округ № 103, г. Октябрьский
- Филатов, Иван Тимофеевич, Степной избирательный округ № 74, г. Белебей
- Фуфаев, Анатолий Федорович, Иглинский избирательный округ № 205, Иглинский район
- Хайдаров, Рухльбаян Шайхилисламович, Челкаковский избирательный округ № 185, Бураевский район
- Хайретдинова, Фардия Фазлетдиновна, Насибашевский избирательный округ № 245, Салаватский район
- Хайруллина, Фавзия Габдулхаковна, Старосуллинский избирательный округ № 200, Ермекеевский район
- Хайфуллина, Рима Зариповна, Дзержинский избирательный округ № 29, Ленинский район, г. Уфа
- Хакимов, Миллят Ташбулатович, Абзелиловский избирательный округ № 142, Абзелиловский район
- Халилов, Венер Рамазанович, Транспортный избирательный округ № 49, Октябрьский район, г. Уфа
- Халитов, Фаниль Калимуллович, Пугачёвский избирательный округ № 264, Фёдоровский район
- Хамзин, Фарит Хабибуллович, Восточный избирательный округ № 107, г. Салават
- Хамзин, Явдат Абдрахманович, Ленинский избирательный округ № 125, г. Стерлитамак
- Хамидуллина, Любовь Николаевна, Свердловский избирательный округ № 33, Ленинский район, г. Уфа
- Хасанов, Гайнулла Шамсемухаметович, Нуримановский избирательный округ № 244, Нуримановский район
- Хасанов, Риф Мифтахович, Старокалмашевский избирательный округ № 269, Чекмагушевский район
- Хафизова, Гульшат Миргасимовна, Кинзебулатовский избирательный округ № 212, Ишимбайский район
- Хисамова, Венера Бикмухаметовна, Лемез-Тамакский избирательный округ № 237, Мечетлинский район
- Хисматуллин, Файзрахман Шайхитдинович, Гагаринский избирательный округ № 36, Октябрьский район, г. Уфа
- Ходосов, Иван Григорьевич, Ладыгинский избирательный округ № 40, Октябрьский район, г. Уфа
- Хромых Виктор Дмитриевич, Карламанский избирательный округ № 220, Кармаскалинский район
- Хузина, Флорида Аминевна, Тазларовский избирательный округ № 184, Бураевский район
- Хусаинова, Гульсима Гатиятовна, Яныбаевский избирательный округ № 168, Белокатайский район
- Цепалова, Людмила Петровна, Горный избирательный округ № 140, г. Учалы
- Чесноков, Виктор Александрович, Благовещенский городской избирательный округ № 179, Благовещенский район
- Чечушкова, Лидия Васильевна, Дуванский избирательный округ № 193, Дуванский район
- Шайдуллин, Мидхат Идиятович, Николо-Березовский избирательный округ № 225, Краснокамский район
- Шаихова, Ануда Инсаповна, Зириклинский избирательный округ № 275, Шаранский район
- Шакиров, Мидхат Закирович, Аскаровский избирательный округ № 144, Абзелиловский район
- Шакиров, Фарваз Рахимович, Учалинский избирательный округ № 263, Учалинский район
- Шамсутдинова, Фануза Сагадаткиреевна, Абдрашитовский избирательный округ № 145, Альшеевский район
- Шарафутдинов, Адгам Ганеевич, Каранский избирательный округ № 94, г. Мелеуз
- Шарипов, Ахсан Шарипович, Кигинский избирательный округ № 223, Кигинский район
- Шарифуллин, Фан Шамсуллович, Янаульский избирательный округ № 280, Янаульский район
- Шемагонов, Святослав Андреевич, Фёдоровский избирательный округ № 265, Фёдоровский район
- Шубина, Нина Константиновна, Профсоюзный избирательный округ № 16, Калининский район, г. Уфа
- Шугаев, Рим Салимуллович, Воскресенский избирательный округ № 234, Мелеузовский район
- Шуматбаев, Дмитрий Давлетович, Чураевский избирательный округ № 239, Мишкинский район
- Щебланова, Елена Георгиевна, Юго-Западный избирательный округ № 134, г. Стерлитамак
- Юлбердин, Арсланбек Харисович, Интернациональный избирательный округ № 8, Калининский район, г. Уфа
- Юмалин, Бадретдин Абдулгазеевич, Исянгуловский избирательный округ № 202, Зианчуринский район
- Юсупова, Рауза Шаймардановна, Биккуловский избирательный округ № 240, Миякинский район
- Явгарова, Зарифа Гибатовна, Вокзальный избирательный округ № 92, г. Мелеуз
- Якимов, Владимир Николаевич, Лесной избирательный округ № 41, Октябрьский район, г. Уфа
- Якунова, Людмила Леровна, Уральский избирательный округ № 68, Советский район, г. Уфа
- Якупов, Гильман Гирфанович, Акъярский избирательный округ № 266, Хайбуллинский район
- Якупов, Вагиз Нигматзянович, Арслановский избирательный округ № 271, Чишминский район
- Ямалова, Милавша Мансаповна, Менделеевский избирательный округ № 63, Советский район, г. Уфа
- Янгирова, Дания Файрушевна, Новиковский избирательный округ № 65, Советский район, г. Уфа
- Ярмухаметова, Минибика Кинзябаева, Архангельский избирательный округ № 149, Архангельский район